# JPod
jPod est un roman de Douglas Coupland paru pour la première fois en 2006 et édité en français en 2010 par les éditions Au Diable Vauvert.

## Résumé
Ethan, le narrateur, travaille dans une petite unité d'un studio de jeux vidéo appelée jPod, qui se révèle être un repaire de geeks plus ou moins asociaux et frustrés, travaillant quasi 24h sur 24.
Coupland fait la part belle à l'humour décalé et à l'absurde en mêlant ses personnages tous sexes, milieux et générations confondus dans des imbroglios dont Ethan se sort le plus souvent en adoptant une attitude flegmatique et distanciée. Ainsi, lorsque sa mère fait irruption en pleine salle de réunion : « J'aurai alors légitimement eu le droit d'avoir une attaque, mais j'ai pris conscience que le Lycée était terminé depuis 10 ans. Je me suis levé et je suis allé la rejoindre. »
Pour supporter les contraintes absurdes imposées par leur hiérarchie (exemple : intégrer un personnage de tortue dans un jeu traditionnel de skateboard), Ethan et ses collègues Cow-boy, Bree, Jon Doe, Mark et Kaitlin s'inventent des défis, comme écrire une lettre pour séduire Ronald Mc Donald ou trouver le O majuscule qui remplace un 0 dans une liste de nombres générés aléatoirement.
C'est l'occasion pour l'auteur de proposer des expériences typographiques et des mises en pages inhabituelles, dans la lignée de ses travaux précédents.

### Apparitions de l'auteur dans son propre roman
Douglas Coupland se met en scène en tant que personnage, révélant à son lecteur une genèse fictive du roman.

### Dimension critique de l'ouvrage
Le texte est émaillé de critiques plus ou moins distanciées sur la société de consommation dont les conséquences évoquées sont : dépersonnalisation, endoctrinement, intérêt pour des sujets futiles et limités, amoralité, exploitation de l'homme par l'homme etc.
« C'est le jour des nouvelles baskets. Il y a des Adidas en édition limitée qui arrivent d'Argentine. On n'a plus aucun libre arbitre, il faut qu'on y aille. »

« Le problème, c'est que vous pourriez tout aussi bien être des ouvriers tyrannisés d'une filature de coton dans la campagne du Massachusetts au dix-neuvième siècle. Vous pourriez tout aussi bien être en train de coudre des Nike dans un archipel d'Asie quasi corrompu pour un lit dans un dortoir mal ventilé et 1,95 $ par jour.
Silence (…)
— Tu es obligée d'avoir une approche aussi politisée de tout ça ? »

## Personnages

### jPoders
Ethan Jarlewski
Né en 1976. Personnage principal et narrateur. Trentenaire travaillant dans une boîte de jeux vidéo, il essaie de gérer au mieux sa famille dysfonctionnelle, son job et sa vie affective et sentimentale, sachant que parents et collègues l'appellent à toute heure du jour ou de la nuit pour lui demander de l'aide.
Cow-boy (ou le Cow-boy cancéreux), de son vrai nom Casper Jesperson
Né le 11 avril 1976, 28 ans. Surnommé ainsi car sa mère, qui ne voulait pas qu'il fume, lui a raconté que les cow-boys mouraient tous d'un cancer du poumon.
Bree (Brianna Jyang)
Née  le 22 avril 1980. « En 2002, ses parents ont découvert qu'elle ne se préoccupait pas assez de son avenir et donc l'ont envoyée dans l'une des quatre-cents écoles de jeux vidéo de Vancouver, où il s'est avéré [qu'elle] avait un don pour le game design. » D'après Ethan, elle « veut coucher avec tous les types qu'elle rencontre, mais une seule fois. »
John Doe, nom de naissance corbeau puits mont genévrier (sans majuscules)
Né le 6 juin 1977. A grandi dans une communauté lesbienne. Devenu adulte, son but est de mener l'existence la plus moyenne possible, ce à quoi il n'arrive jamais réellement. « Je réfléchissais à ce paquet de boulot lorsque j'ai vu John Doe dans la cafétéria, en train de jouer à Sim City […]Euh… John, tu construis une ville avec des morceaux de corps […]— Eh oui. Il a fallu que je modifie le code un minimum." »
Mark, surnommé « Mark le maléfique »
De son vrai nom Brandon Mark Jackson. Arrivé à jPod depuis seulement trois semaines au moment où débute le récit.
Kaitlin Anna Boyd Joyce
Animatrice de personnages de jeu vidéo. Arrivée à jPod depuis la veille du jour où commence le roman. Ethan a aussitôt le béguin pour elle.

### Autres personnages
Carol Jarlewski
La mère d'Ethan. Fait appel à lui pour régler des situations délicates, comme enterrer ses ex amants avec qui les choses ont "mal tourné". Elle cultive de la marijuana dans le sous-sol de la maison qu'elle habite avec le père d'Ethan.
Jim Jarlewski, environ 50 ans.
Le père d'Ethan. Il pratique la danse de salon et a acquis une certaine renommée dans ce milieu. Consultant financier, il s'est reconverti dans le cinéma où il ne décroche que des rôles de figurants coupés au montage.
Greg  Jarlewski
Le frère d'Ethan, agent immobilier. C'est par son entremise que se fait la rencontre Kam Fong/Ethan.
Kam Fong, 34 ans
Homme d'affaires chinois totalement amoral (comprendre : mafieux)  mais sachant se conduire en gentleman avec ses amis.
Steve Lefkowitz, 45 ans
Cadre de l'entreprise dans laquelle travaillent les jpoders responsables du jeu en cours de conception au moment du récit. C'est lui qui veut intégrer une tortue au jeu. Il a redressé Toblerone en deux ans.

## Adaptations
jPod a été adapté en série TV.

## Ouvrages approchants
- Génération X, Douglas Coupland.
- Microserfs, Douglas Coupland.
- Fight Club, Chuck Palahniuk.
- 99 francs, Frédéric Beigbeder.
- Lunar Park, Bret Easton Ellis (où l'auteur inclut son personnage d'écrivain culte dans le roman).

## Source
- jPod, Douglas Coupland, éditions Au diable Vauvert, 2010.